# Anormalidade
Anormalidade é algo que foge do padrão, que se diferencia, desvia-se ou é oposto da normalidade. É um estado ou algo bizarro, estranho, fora do comum ou do que se está habituado a ver todos os dias.
Trata-se de um conceito cuja compreensão varia de acordo com o entendimento e formação cultural daquele que o aplique. Em casos extremos, quando as patologias mentais são evidentes, a aplicação do conceito não é problemática, entretanto, a psiquiatria não atua apenas nos casos onde existem riquezas sintomatológicas; pois em grande maioria dos casos: os limites entre a normalidade e a patologia são de difícil identificação.